# Alicia Bustamante
Alicia Bustamante Vernal (1908-Lima, 1968) fue una artista, educadora y coleccionista de arte popular peruana, que gestionó junto con su hermana Celia Bustamante Vernal la peña Pancho Fierro entre 1936 y 1967.

## Biografía
Alicia Bustamante fue la penúltima hija de siete hermanos. Sus padres fueron Carlos Bustamante y Gandarillas y Josefina Vernal. La familia Bustamante Vernal era conocida por sus antepasados, donde contaban héroes y políticos peruanos. Según la investigadora Carmen María Pinilla, esto constituía el capital social y simbólico que les permitía moverse en las altas esferas en Lima.
Alicia fue alumna de José Sabogal en la Escuela Nacional de Bellas Artes. Durante su paso por la Escuela, Alicia reforzó su interés por el arte popular andino, así como sus ideales de izquierda. Ella y su hermana Celia, desde temprana edad, mostraron su simpatía por la causa socialista, que en ese tiempo estaba enlazada a la causa campesina por la tierra y al movimiento indigenista, gracias a la labor que realizó el intelectual José Carlos Mariategui. Según algunos testimonios, Alicia, luego del premio de la mejor alumna de la ENSABAP, fue invitada a conocer a Mariategui. Como parte de su labor y apoyo a la causa socialista, ambas hermanas participaron en un grupo de asistencia a los presos políticos del gobierno de Oscar R. Benavides llamado "Socorro Rojo".
En 1936, Alicia funda la peña Pancho Fierro.Durante la gestión de la peña, que duró más de veinte años, la acompañó su hermana Celia. Primero esta se ubicó en la Calle Zárate 434 en el centro de Lima. Al siguiente año, se trasladó al loca de la Plazuela San Agustín, donde funcionó hasta 1963, fecha en la que la Beneficencia de Lima vende el inmueble[1]. Este local constaba de dos habitaciones. La primera tenía una gran mesa donde se exhibía el arte popular, la segunda sala era la sala dedicada a las tertulias, donde se encontraba un pequeño bar.
Como parte de su labor como artista y promotora del arte popular, Alicia gestionó diversas exposiciones, nacionales e internacionales, de la colección que ella misma se encargó de recopilar en numerosos viajes que realizó al interior del Perú desde los años 30. En vida solo publicó un único artículo relacionado al arte popular titulado "Artes e industrias populares. Valor artístico, pedagógico y turístico de la cerámica indígena en el Perú"(1941). Por otro lado, este interés, por ejemplo, la llevó colaborar en la ilustración de los libros "Canto Kechwa" (1938) y "Yawar Fiesta" de José María Arguedas. Arguedas, que se convertiría en su cuñado, fue una pieza clave dentro de la promoción y organización de la peña, pues brindaba, desde su experiencia, testimonio del valor del arte popular andino. 

Según señalan sus sobrinos, luego de graduarse en 1936 de la ENSABAP, Alicia Bustamante consiguió una carta de recomendación de su maestro, José Sabogal, la cual le permitió obtener un puesto de trabajo como profesora de artes plásticas en el mismo centro educativo que su hermana Celia, el Jardín de Infantes N° 1. Asimismo, dictó cursos en las primarias 4430 y 636 y en el Colegio María Alvarado. En 1946 José Sabogal la invitó a asistirlo en la dirección del Instituto de Arte Peruano, una rama del Museo de Cultura Peruana. En este trabajo tuvo como misión principal recorrer el Perú y colectar objetos cuya calidad artística representara a su región de procedencia. Con el sueldo percibido de la docencia se compraría una casa de veraneo en puerto Supe, donde también llegaría su cuñado y hermana y otros amigos que también participaban de le peña en Lima. Blanca Varela recuerda las vacaciones en Supe así:
"Tengo un poema que se llama "Puerto Supe" y todo el mundo cree que nací o pasé mi infancia en ese lugar. Nada de eso. Supe es un puerto en donde Alicia Bustamante se había comprado una casita de pescadores en la que 136 Entrevista con Blanca Varela pasaban los veranos ella, su hermana Celia—la mujer de Arguedas— y el propio José María. Me invitaban allí y, como yo era muy joven, ellas le pedían permiso a mi madre para que me dejara pasar esas vacaciones con otros amigos más. Fue una maravilla ese descubrimiento de la costa. ¿Qué aprendí? Aprendí a sentirme peruana, lo cual se acentuó mucho más cuando fui a París en el 49. Descubrí que tenía límites, que era una persona distinta a las demás".
Alicia se jubiló en 1964, luego de 24 años de docencia.Años más tarde, una severa enfermedad, relacionada con la motricidad, afectó a Alicia y la llevó a su muerte el 27 de diciembre de 1968. Alicia dejó en las manos de Celia la cuantiosa colección de piezas de arte popular. Esta se haría cargo de estas colección según los deseos de su hermana. Como un homenaje, José María Arguedas reflexionó acerca del valor de la labor que Alicia realizó en relación con el arte popular en un artículo titulado "La colección Alicia Bustamante y la Universidad" (1969).

## La peña Pancho Fierro
Alicia fundó la peña Pancho Fierro en 1936. Tuvo como principal apoyo en la gestión de la peña a su hermana Celia. José María Arguedas, su cuñado, también participó de las reuniones y tertulias organizadas en la peña durante muchos años. En la peña ellas se encargaban de organizar las reuniones, preparar viandas y bebidas para los invitados y administrar los gastos de la peña. Asimismo, juntas -aunque principalmente Alicia- se dedicaron a generar una colección de piezas de arte popular que eran exhibidas en la peña.
El trabajo realizado en la gestión de la peña resulta fundamental, pues fue un lugar base para el desarrollo de la literatura y pintura peruana del siglo XX. Aunque no existen registros concretos de los asistentes a la peña durante los treinta años de su existencia, se sabe que en ella confluyeron personajes del medio artístico e intelectual. Algunos de los primeros asistentes habrían sido José Sabogal, Julia Codesido, José María Arguedas, Emilio A. Westphalen, Teresa Carvallo, Manuel Moreno Jimeno, Carmen Saco, María Wiesse, Luis E. Valcárcel, Estuardo Núñez, César Moro, Aurora Cáceres, Xavier Abril, Enrique Peña Barrenechea, José Hernández, Alberto Tauro, Martín Adán (Rafael de la Fuente Benavides), la portorriqueña Concha Meléndez, el chileno Orestes Plath y el mexicano Moisés Sáenz. Posteriormente concurrirían una serie de intelectuales y artistas como Paul Rivet, Pablo Neruda, Rafael Alberti, David Alfaro Siqueiros y en los años cuarenta asistirían jóvenes artistas como Fernando de Szyszlo, Jorge Eduardo Eielson, Javier Sologuren, Sebastian Salzar Bondy y Blanca Varela.
Asimismo, la peña hospedó exposiciones colectivas de artistas indigenistas como José Sabogal, Julia Codesido, Camilo Blas, Enrique Camino Brent, Alicia Bustamante, Teresa Carvallo, Ricardo Flores, Jorge Vinatea Reynoso, Carlos Quispez Asín y Mario Urteaga. También, en ella se expuso la única exposición de Cesar Moro.
La voluntad de Alicia por resaltar el arte popular y su pasión por este, también la motivó a recibir en la peña a artistas populares como al retablista Joaquín López Antay, a los imagineros cusqueños Hilario y Georgina Mendivil o a los buriladores de mates de Cochas, Junín, Catalina Zanabria y Eulogio Medina. Ella promovió la obra de estos artesanos y generó una colección en torno a las piezas que crearon. Estas fueron expuestas continuamente en la peña.

Blanca Varela recuerda la peña y a Arguedas en la peña de la siguiente manera:
"Sebastián Salazar Bondy, de quien me hice amiga en la Universidad de San Marcos, me llevó a la peña Pancho Fierro. Fue una experiencia increíble. Me vi trasladada de una casa muy enquistada de algo muy limeño, muy criollo, algo limitada, sin duda, a un mundo nuevo y mayor: el mundo del Perú. Creo que el personaje más importante para mí en ese momento, aunque aún no me diera mucha cuenta de que tal cosa ocurriera, fue Arguedas. El abrió una compuerta curiosa, para mí en particular, y creo que también para otras gentes más evolucionadas y mayores que yo, personas que sabían que existía ese otro Perú que no era Lima ni el barrio en que vivías ni las familias que conocías ni los cuatro nombres que se barajaban en los periódicos, sino que era un mundo que siempre había sido considerado como algo un tanto folclórico y pintoresco, y esto por una lejanía totalmente cultural".
Lamentablemente, la peña llegó a su fin luego de numerosos intentos de parte de las hermanas Bustamante y otros allegados a la peña por rescatarla. En 1963 la Beneficencia de Lima vendió el local de la Plazuela San Agustín, que ahora es un edificio de oficinas. Con solo los ingresos de su jubilación para mantener la peña y sin contar ya con local, las reuniones que antaño organizó Alicia dejaron de realizarse en 1967[1].

## Colección de arte popular
Como ya se mencionó, desde el inicio de la peña, se generó un espacio de exposición de arte popular en ella. Las piezas que conformaban esta exposición conformaron la colección que Alicia Bustamente, con el apoyo de su hermana Celia, formó durante casi treinta años. 
Alicia tuvo un papel activo en la difusión de este arte y sus artesanos. Así, como generaba exposiciones de los objetos, también convocaba a los creadores de estos en la peña. 

### Exposiciones de la colección de la peña Pancho Fierro
Entre las exposiciones que organizó están las siguientes:
- 1946: Exposición de Arte Popular en el Museo Nacional de la Cultura Peruana organizada junto a Elvira Luza, por encargo de la Corporación Nacional de Turismo.

- 1950: Exposición de cajas de imagineros y de los retablos ayacuchanos de la colección en la Galería de la Asociación Cultural Peruano Británica.

- 1956: Exposición en la inauguración de la Galería del Banco Continental.

- 1958: Exposición "Arte Folklórico del Perú" en el Museo de Artes Decorativas de Dinamarca, promovida por Edgardo de Habich y José Bresciani. La exposición también se presentó ese año en el Museo Etnológico de Goteborg, Suecia. Exposición de doscientas piezas de la colección titulada "Los Tesoros del Perú" en el Petit Palais de París.

- 1959: Exposición en galería limeña “Entre Nous”

- 1951: Exposición del Instituto de Arte Contemporáneo
- 1960: Exhibición-venta de los retablos de Joaquín López Antay
- 1961: Exhibición-venta de cajas de imagineros de Hilario y Georgina Mendivil. Segunda exposición de "Los Tesoros del Perú" en la Sala de Exposiciones de la Ciudad Universitaria de México, D.F.

- 1966: Feria del Pacífico, por encargo del Director de Educación Técnica del Ministerio de Educación Pública. No se presentó la colección, pero Alicia Bustamante logró reunir a muchos de los artesanos autores de las piezas de la colección para dar talleres demostrativos.

- 1968: Exposición "La artesanía del Perú y sus orígenes" en el Museo de Arte de Lima.

### Destino final de la colección
En 1970, tras la muerte de Alicia, Celia Bustamante dona 427 piezas de la colección al Museo de Arte e Historia de la Universidad Nacional Mayor de San Marcos. Luego, en 1972, Celia dona 156 piezas a Cuba como homenaje a la Revolución Cubana. Las piezas fueron recibidas en Cuba con una exposición en la Galería Latinoamericana de la Casa de las Américas.